# Nathalie Fay
Nathalie Fay (née à Montréal) est une actrice américaine d'origine canadienne, qui a régulièrement participé aux films réalisés par Todd Phillips.

## Filmographie

### Cinéma
- 2003 : Retour à la fac (Old School), de Todd Phillips : Mindy
- 2008 : Blonde and Blonder
- 2009 : Very Bad Trip (The Hangover), de Todd Phillips : Lisa, la réceptionniste de l'hôtel
- 2010 : Somewhere, de Sofia Coppola : Party Girl #3
- 2010 : Date limite (Due Date), de Todd Phillips : une hôtesse de l'air
- 2011 : Level 26: Dark Revelations

### Télévision
- 2006 : Close to Home (1 épisode)
- 2007 : Mr. Jackson's Neighborhood